# Mara Mattuschka
Mara Mattuschka (Sofia, 22 de maig de 1959) és una cineasta experimental austro-búlgara.

## Biografia
Mattuschka va néixer a Sofia, la capital búlgara en 1959. Als 15 anys es va traslladar amb la seva família a Viena —la seva ciutat de residència des de llavors- per estudiar Etnologia i Lingüística. En 1983, va entrar en la classe magistral de Maria Lassnig en Animació i Pintura en la Universitat d'Arts Aplicades de Viena i va començar a fer els seus primers curtmetratges en 16 mm, on actuava sota el pseudònim de Mimi Minus. La seva pel·lícula de graduació, Der Einzug des Rokoko inselreich der Huzis, va causar un petit escàndol en la universitat en 1989, perquè barrejava animació, teatre, interpretació, música i belles arts. Es va graduar en 1990. Des de 1997 fins a 2001 va ser professora d'art en la Universitat d'Art de Braunschweig en Alemanya. També va ensenyar a la Universitat d'Art i Disseny de Linz.
Fins a 2003 va treballar en suport analògic i en blanc i negre; a partir de llavors va començar a treballar amb el grup de ball Liquid Loft i Chris Haring i a usar el color i el vídeo digital. En 2006, el festival de cinema de curtmetratges VIS Vienna Independent Shorts va dedicar una retrospectiva al seu treball. El seu primer llargmetratge el va realitzar en 2012. Filmarchiv Àustria va mostrar una retrospectiva del seu treball en ocasió del 60 aniversari de l'autora en 2019.
És una de les figures més importants del cinema experimental europeu. L'aspecte més destacat dels seus films, així com de les seves últimes produccions de vídeo (Id, Plasma), és el mode en com es relaciona amb el seu propi cos. Mattuschka no és l'única protagonista davant la càmera en els seus vídeo-films, ja que el seu cos també funciona com si d'un llenç es tractés, objecte i subjecte que és pintat, estès, retallat, deformat amb efectes especials, etc. L'altre punt de referència de la seva obra és una anàlisi contínua i poderosa de les produccions de cinema experimentals de Hollywood del passat i del present, amb una intensa recerca tant del so com de la música.

## Filmografia
- Nabelfabel (1984)
- Kugelkopf (1985)
- Der Untergang der Titania (1985)
- Cerolax II (1985)
- Die Schule der Ausschweifung (1986)
- Parasympathica (1986)
- Pascal - Gödel (1986)
- Kaiser Schnitt (1986)
- Es hat mich sehr gefreut (1987)
- Les Miserables (1987)
- Der Einzug des Rokoko ins Inselreich der Huzis (1989)
- Loading Ludwig (1989, amb Michael Petrov)
- Der Schöne, die Biest (1993)
- S. O. S. Extraterrestria (1993)
- Suvlaki ist Babylon: Komm, iss mit mir (1995)
- Unternehmen Arschmaschine (1997, amb Gabriele Szekatsch)
- Plasma (2004)
- Legal Errorist (2005, amb Chris Haring)
- Königin der Nacht (Mozart Minute 20) (2006)
- Part Time Heroes (2007, amb Chris Haring)
- Running Sushi (2008, amb Chris Haring)
- Burning Palace (2009, amb Chris Haring)
- Ovid Tum (2012,con Reinhard Jud)
- Perfect Garden (2013)
- Phaidros (2018)